# Mısırdere, Yazıhan
Mısırdere là một xã thuộc huyện Yazıhan, tỉnh Malatya, Thổ Nhĩ Kỳ. Dân số thời điểm năm 2011 là 463 người.